# Аньель, Янник
Янник Аньель (фр. Yannick Agnel; род. 9 июня 1992, Ним) — французский пловец вольным стилем, двукратный олимпийский чемпион, чемпион мира и Европы.

## Карьера
На Олимпийских играх 2012 года в Лондоне стал двукратным олимпийским чемпионом. Сначала победил в эстафете 4×100 м вольным стилем, в которой плыл последний этап, и на последних метрах опередил американского пловца Райана Лохте. На следующий день завоевал своё второе золото, уверенно победив на дистанции 200 м в/с. Также завоевал серебро в эстафете 4×200 м в/с, при этом Аньель на своём этапе показал лучшее время среди всех участников эстафеты, но не смог настичь обеспечивших себе преимущество на предыдущих этапах американцев. Кроме этого участвовал в соревнованиях на 100 м в/с, в которых стал четвёртым, лишь 0,04 секунды уступив бронзовому призёру.
Кроме олимпийских наград имеет в своём активе серебро чемпионата мира, золото и бронзу чемпионата мира на короткой воде, а также по одной медали каждого из достоинств чемпионата Европы. Также Аньель является восьмикратным чемпионом Европы среди юниоров. Является действующим рекордсменом Франции на дистанциях 200 и 400 м вольным стилем.

## Личные рекорды
- Длинная вода:
  - 100 м вольный стиль — 47,84
  - 200 м вольный стиль — 1:43,14
  - 400 м вольный стиль — 3:43,85
- Короткая вода:
  - 100 м вольный стиль — 46,68
  - 200 м вольный стиль — 1:39,70
  - 400 м вольный стиль — 3:32,25